# Пакараосский кечуа
Пакараосский кечуа (Pacaraos Quechua) — одна из разновидностей кечуанских языков, который был распространён до середины 20 века в деревне Пакараос (округ Пакараос) в перуанском регионе Лима в долине Чанкай на высоте до 3000 метров над уровнем моря. Пакараосский диалект расходится лексически, морфологически и фонологически от других разновидностей кечуа. По его архаичным чертам он занимает важное место по отношению к реконструкции прото-кечуа. Схожесть в лексике: 94 % с кахатамбо-уамби, северно-хунинским и карасским разновидностями.